# Ннека
Нне́ка (англ. Nneka, полное имя  Ннека Эгбана (англ. Nneka Egbuna); родилась 24 декабря 1980 года в Нигерии) — нигерийская певица и автор песен в стиле хип-хоп и соул, проживающая в Германии. Она исполняет свои произведения на английском языке, а также на традиционном языке народа игбо, населяющего юго-восток Нигерии.

## Биография
Nneka — дочь нигерийца и немки. В переводе с языка игбо её имя означает «Мать превыше всего» («Mother is supreme»). Певица родилась и выросла в нигерийском городе Варри (штат Дельта). С детства, обнаружив тягу к музыке, она пела в школьном и церковном хорах. В 18 лет Nneka переселилась в Германию. В Гамбурге она окончила факультет антропологии Гамбургского университета, попутно начав профессионально заниматься музыкой. Nneka проживает попеременно в Германии и в Нигерии.

## Музыкальная карьера
С 2003 года она работает совместно с диджеем и битмэйкером Farhot в Гамбурге. Молодая исполнительница привлекла внимание широкой публики уже в 2004 году ещё до издания альбома, открыв выступление суперзвезды регги и дэнсхолла Шона Пола в Гамбургском Городском парке.
После издания дебютного мини-альбома The Uncomfortable Truth на лейбле Yo Mama последовали гастроли в Германии, Австрии и Швейцарии в программе Патриса. В сентябре 2005 года вышел первый дебютный альбом Victim Of Truth, опубликованный не только в Германии, но также во Франции, Нидерландах, Великобритании, Японии и Нигерии.
Затем последовало первое собственное турне по Германии . Весной 2006 года Nneka гастролировала в Париже, Утрехте, Амстердаме и Лондоне, участвовала в фестивалях в Гарлеме, Гааге, Сен-Бриёе и регги-фестивале в Кимзе. Она выступила в предварительной программе таких известных артистов как Femi Kuti, Билал, Seeed и Gnarls Barkley.
В феврале 2008 года вышел второй альбом певицы No Longer At Ease. Альбом носит то же название, что и роман нигерийского писателя Чинуа Ачебе, темы которого созвучны текстам её песен. Большинство из них носит политическую направленность и рассказывает о бедственной ситуации в Дельте Нигера, о коррупции, царящей на родине певицы. Политические и личные темы соединяются в «a winning mix of soul, hip-hop an reggae». Лид-сингл Heartbeat стал первой песней, попавшей в Топ 50 национальных чартов Германии. В сентябре 2009 года он поднялся на 20 место в UK Singles Chart, хит-парада синглов Великобритании.
В 2009 году Nneka была номинирована немецкой радиостанцией 1LIVE на звание лучшего музыканта-исполнителя года, но уступила первенство своему коллеге по лейблу Clueso. Nneka продолжила гастрольную деятельность в Европе, выступив в том числе в предварительной программе Ленни Кравица во время его турне по Франции в апреле 2009 года.
В этом же году она стала обладательницей награды британской музыкальной премии Music of Black Origin Awards в категории «Лучшая африканская певица».
В ноябре 2009 года Nneka стартовала своё первое турне по США и дала концерты в Нью-Йорке, Бостоне, Филадельфии, Лос-Анджелесе и Сан-Франциско. Перед началом последующих гастролей в январе 2010 года она стала гостем в программе Late Show with David Letterman в Нью-Йорке.
В 2010 году Nneka продолжила активную международную гастрольную деятельность и дала ряд концертов в Европе, Африке и Израиле, а также участвовала в североамериканских фестивалях Lollapalooza, South by Southwest, Outside Lands Music and Arts Festival, Lilith Fair и Newport Folk Festival. В этом же году она выступила в предварительной программе The Roots, а позднее сопровождала Nas и Damian Marley во время их турне по США в поддержку альбома «Distant Relatives».

## Музыкальный стиль
Nneka соединяет в своём творчестве хип-хоп с элементами даба, соула, регги и афробита. Это дало повод английским критикам сравнивать её с Erykah Badu, Нене Черри  и Floetry. Несмотря на то, что Nneka чаще поёт, чем читает, хип-хоп оказал основное влияние на формирование её музыкального стиля. Певицу вдохновляют такие музыканты как основатель афробита Fela Kuti, легенда регги Bob Marley, а также современные рэперы — Mos Def, Talib Kweli, Mobb Deep и Lauryn Hill. Тексты её песен автобиографичны и повествуют о жизни в Нигерии и Европе. Они часто носят спиритуальный характер, тематизируя вопросы духовно-религиозных ценностей. Критика капитализма, войны, проблемы нужды и бедности, а также значение семьи стали основными темами её музыки.

## Дискография

### Альбомы
- 2005: Victim of Truth
- 2008: No Longer at Ease
- 2009: To and Fro (3 CD-Box-Set)
- 2010: Concrete Jungle
- 2011: Soul Is Heavy
- 2015: My Fairy Tales
- 2022: Love Supreme

### Мини-альбом
- 2005: The Uncomfortable Truth

### Синглы
- 2005: The Uncomfortable Truth
- 2006: Beautiful
- 2006: God of Mercy
- 2007: Africans
- 2008: Heartbeat
- 2008: Walking
- 2009: Kangpe